# Bahnhof Vaihingen (Enz) Nord
Der Bahnhof Vaihingen (Enz) Nord lag an der Württembergischen Westbahn und war der Ausgangspunkt der Vaihinger Stadtbahn. Im Zuge der Teilinbetriebnahme der Schnellfahrstrecke Mannheim–Stuttgart am 30. September 1990 verlegte die Bundesbahn die Westbahn und eröffnete zwischen Vaihingen an der Enz und dessen Stadtteil Kleinglattbach den Bahnhof Vaihingen (Enz). Vaihingen (Enz) Nord blieb als Endhaltestelle der Vaihinger Stadtbahn bis zu ihrer Stilllegung am 13. Dezember 2002 bestehen. Die Gleise der Westbahn wurden nur noch zum Anschluss dieses Bahnhofs solange bis hier vorgehalten und die Fortsetzung bis Illingen abgebaut.

## Geschichte

### Eröffnung
In den 1840er Jahren befassten sich mehrere Konstrukteure mit einer Eisenbahnverbindung von Stuttgart zur badischen Grenze. Die Oberamtsstadt Vaihingen hatte gute Chancen auf einen Anschluss. Oberbaurat Karl Etzel stellte unter anderem im Februar 1844 einen Streckenentwurf vor. Demnach hätte die Trasse bei Tamm die Nordbahn verlassen und wäre über Unterriexingen, Vaihingen, Illingen und Maulbronn nach Bretten verlaufen. Doch Etzel überarbeitete seinen Vorschlag nochmals grundlegend und schlug vor, dass die Westbahn erst in Bietigheim abzweigt und einem relativ geraden Verlauf über Großsachsenheim und Illingen zum Eckenweiher Hof folgt.
Am 1. Oktober 1853 eröffnete die Königlich Württembergische Staatsbahn die Strecke. Der für Vaihingen vorgesehene Haltepunkt lag auf freiem Feld und erhielt die Bezeichnung Sersheim. Am nächsten gelegen waren der Weiler Kleinglattbach in einem Kilometer und das Dorf Sersheim in zwei Kilometern Entfernung. Eine drei Kilometer lange Straße verband die Stadt Vaihingen mit dem Bahnhof. Das noch heute existierende Empfangsgebäude aus Sandstein verfügt über zwei Stockwerke und erhielt später einen Anbau auf der östlichen Seite. Der Güterschuppen, der östlich des Gebäudes stand, ist nicht mehr erhalten.
Für Vaihingen wirkte sich die Distanz zum neuen Verkehrsmittel nachteilig aus. Die Industrialisierung begann nur sehr mäßig, die Einwohnerzahlen gingen zurück. 1868 gab die Landkaffee Manufaktur (Heinr. Franck & Söhne) ihren Sitz in Vaihingen auf und siedelte nach Ludwigsburg um.
Mehrere Möglichkeiten, einen direkten Bahnanschluss zu erhalten, wurden nicht verwirklicht. Im September 1862 prüfte die Staatsbahn eine Verbindung von Illingen über Vaihingen und Weil der Stadt nach Calw. Vertreter der Stadt reisten am 26. Oktober 1862 nach Stuttgart um König Wilhelm I. auf die Wichtigkeit des Projekts hinzuweisen. Auch König Karl I. empfing die Delegation nochmals. Doch im Februar 1865 genehmigte die Regierung Badens, dass die Nagoldthalbahn nach Calw ihren Streckenbeginn in Pforzheim erhalten dürfe.

### Umbenennungen
Inzwischen hatte die Stadtverwaltung mit der Staatsbahn verhandelt, die Station Sersheim in Vaihingen-Sersheim umzubenennen, was 1863 vollzogen wurde. Ende des Jahres 1873 forderte der Abgeordnete des Oberamts Vaihingen die Westbahn zwischen Sersheim und Illingen nach Süden zu verlegen. Die Regierung lehnte ab.
1874 beauftragten die Stadträte den Stuttgarter Ingenieur Sigle eine Bahnlinie vom Bahnhof Vaihingen-Sersheim nach Ditzingen oder Renningen zu entwerfen. Beide Varianten fanden großen Zuspruch, konnten aber aufgrund von fehlenden finanziellen Mitteln nicht erbaut werden. Ähnlich erging es einem späteren Entwurf, ebenfalls nach Ditzingen, der 1890 keine Zustimmung fand.

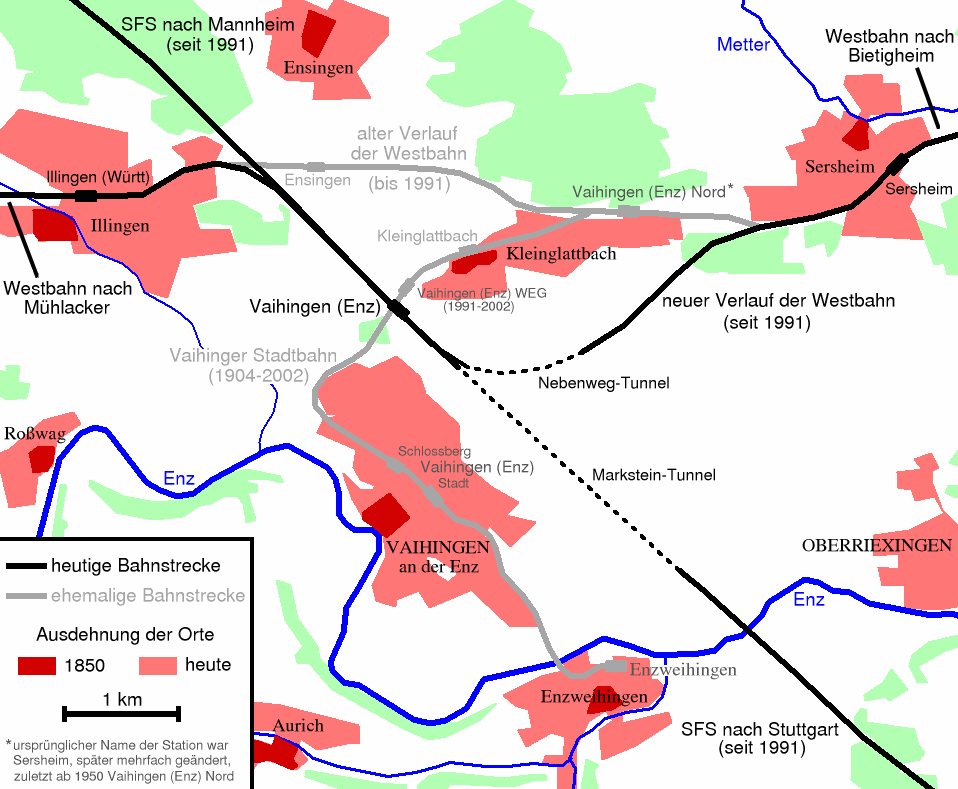
Vaihingen an der Enz und die Westbahn

Erst die am 14. Juli 1903 genehmigte Bahnstrecke Vaihingen-Sersheim–Enzweihingen linderte die Abgeschiedenheit von der Westbahn. Sie war aus einer im April 1896 vorgeschlagenen Schmalspurbahn von Vaihingen-Sersheim über Vaihingen und Markgröningen nach Ludwigsburg entstanden. Bereits im Juli 1896 kam es zu Unstimmigkeiten zwischen den beteiligten Städten und Gemeinden und die Stadtverwaltung bemühte sich mehr um eine normalspurige Stichbahn. Am 15. Oktober 1904 fand ihre feierliche Eröffnung statt.
1905 erhielt Sersheim einen ortsnahen Haltepunkt. Dies führte im Jahr 1906 zur Umbenennung von Vaihingen-Sersheim in Vaihingen (Enz) Staatsbahnhof. 1923, als die Württembergische Staatsbahn schon in der Reichsbahn aufgegangen war, erfolgte die dritte Umbenennung in Vaihingen (Enz) Reichsbahnhof. Nach dem Zweiten Weltkrieg war auch dieser Name hinfällig geworden und die Bundesbahndirektion taufte den Bahnhof 1950 Vaihingen (Enz) Nord.

### Stilllegung
Am 30. September 1990 nahm die Bundesbahn den Betrieb am Bahnhof Vaihingen (Enz) an der Schnellfahrstrecke Mannheim–Stuttgart auf. Hierfür verlegte sie die Westbahn, damit sich beide Strecken im neuen Bahnhof kreuzen. Vaihingen (Enz) Nord blieb durch den Abzweig Aischbach für den Güterverkehr angeschlossen.
Am 13. Dezember 2002 erfolgte die Stilllegung der Vaihinger Stadtbahn und das Ende des Personenzugverkehrs am Bahnhof Vaihingen (Enz) Nord. Für den Güterverkehr stand der Bahnhof noch bis zum Fahrplanwechsel am 15. Dezember 2003 zur Verfügung.